# Laika ruso europeo
Laika ruso-europeo (Russko-Evropeïskaïa Laïka) es una raza de perro de caza originaria de la región boscosa del norte de Europa y Rusia, una de las muchas desarrolladas desde la raza vernácula Laika y los antiguos perros de tipo Spitz.
Su cría data de 1944 por E. I. Shereshevsky en el Instituto de Investigación para la Industria de la Caza de la Unión, en Kalinin (hoy provincia de Tver).
Reconocido por la FCI con el número 304, junto con otros perros rusos, con el número 305 se encuentra el Vostotchno-Sibirskaïa Laïka (Laïka de Siberia oriental) y con el 306 el Zapadno-Sibirskaïa Laïka (Laïka de Siberia occidental).

## Estándar
Tamaño medio, machos entre 54-60 cm y hembras sobre 52-58 cm. Con orejas levantadas y cola elevada sobre el lomo.

## Temperamento
Raza muy viva a la que le encanta el exterior. Utiliza su voz para alertar al cazador de una pieza cercana y ladra también en casa cuando ve cosas que le gustan, ya que se excita fácilmente. Territorial y excelente perro de guardia, muy tolerante con los niños y poco con extraños y otros perros no familiares.